# Kpanlogo (tambor)
Kpanlogo é um tipo de tambor que está associado com a música kpanlogo.  O tambor originário do  povo Ga da Região da Grande Accra no Gana, África Ocidental.
Tambores Kpanlogo são uma parte da família de instrumentos musicais membranofone; uma casca coberta por uma pele de tambor de um dos muitos produtos, geralmente couro.  O tambor tem um corpo cônico esculpido de uma única peça de madeira que é semelhante em forma a um conga.  A pele de tambor é tipicamente feito de cabra, antílope, ou pele de vaca, que é esticada em uma extremidade do tambor e é apertada por meio do uso de seis cavilhas de madeira.  A pele pode ser apertado batendo os pinos no tambor. Kpanlogo pode ser tocado com paus, com as mãos nuas, ou uma combinação dos dois.
Kpanlogo são tradicionalmente tocados por um conjunto de percussionistas, muitas vezes em conjuntos de seis cilindros kpanlogo de tamanho variado.  Djembe, dunun, e cowbell geralmente acompanham o kpanlogo.
O tambor Kpanlogo como outros tambores africanos foram usados como uma forma de comunicação que pudessem ser ouvidos claramente a grandes distâncias.
O tambor Kpanlogo tocou um tema tão central em muitas das cerimónias importantes, que se tornou conhecido como o tambor cerimonial.
O Kpanlogo é um instrumento que foi originalmente tocado pela etnia de Ga, mas agora é amplamente usado em todo o Gana. Os tambores Kpanlogo incluem vários instrumentos de acompanhamento percussivo. Importante é o sino duplo feito de ferro, chamado  Agogô , também  Gakpavi , "filho de ferro ursos" ou mesmo "Ngongo". Outro instrumento de acompanhamento frequente é o  Axatse  (na América Latina  Xequerê ), uma Cabaça coberta de marisco],